# Il Bucintoro al Molo il giorno dell'Ascensione
Il Bucintoro al molo nel giorno dell'Ascensione, detta anche solo bucintoro è un dipinto a olio su tela (120x157 cm) di Canaletto, databile al 1730 circa e conservato nella Pinacoteca Giovanni e Marella Agnelli a Torino.

## Storia
Questa opera è stata commissionata dal Conte Giuseppe Bolagnos nominato reggente del Consiglio d'Italia da Carlo VI.
L'opera rappresenta il momento della festa dell'Ascensione in cui il Doge sul suo Bucintoro si recava in laguna per
celebrare lo sposalizio di Venezia con il mare. 
In questo giorno si ricordano due eventi: la giurisdizione marittima veneziana (da cui Ascensione) e il successo
diplomatico di Venezia che ricevette il dominio sull'Adriatico per aver propiziato la riconciliazione fra il Papa Alessandro III e l'Imperatore Federico Barbarossa (1177). 
È proprio da questo avvenimento, dice la leggenda, che nasce la cerimonia in cui il Doge si reca sul Bucintoro verso il Lido. È quindi di grande interesse nel progetto di ricostruzione di questa galea distrutta dai francesi nel gennaio 1798, qualche giorno prima di cedere Venezia all’impero asburgico.

## Descrizione e stile
Il Bucintoro è una piccola galea riccamente decorata, dorata, ricoperta di stoffa rossa su cui garrisce la bandiera di San Marco. Nel dipinto è ormeggiata al molo davanti a Palazzo Ducale. Lo specchio d'acqua si apre verso destra, più si apre, più aumenta il numero delle imbarcazioni che sembrano sovrapporsi per via dell'effetto prospettico.
L'ampiezza dello specchio d'acqua è data dall'intreccio delle rotte delle varie barche dovuto al cambio di direzione del corteo che allo stesso tempo mette in contrasto i gesti dei rematori.
La teatralità in quest'opera è creata dai costumi delle figure in bauta nella parte bassa con la tipica maschera del Carnevale di Venezia con il cappuccio e mantello.
La luce molto dorata crea riflessi sull'acqua e sulle gondole anch'esse dorate.
La prospettiva del quadro è particolarmente complessa: i vari edifici non giacciono sulla stessa linea e, tanto meno, su linee parallele. Questo effetto non può essere stato realizzato da Canaletto con una semplice proiezione prospettica a causa dei vari punti di fuga (uno per ogni edificio), quindi avrà probabilmente utilizzato la camera ottica. 
L'effetto che ottiene è quello di una veduta dinamica molto realistica, che coglie l'atmosfera e il carattere del luogo.
Fra le molte opere di altri vedutisti sul medesimo soggetto – oltre ad alcune incisioni – questo dipinto del Canaletto, assieme agli altri suoi quadri e al disegno nel British Museum, è da considerare una delle più accurate rappresentazioni del Bucintoro.